# Hysterura agaura
Hysterura agaura là một loài bướm đêm trong họ Geometridae.